# Ernst Wetter
 (juillet 2019).
Si vous disposez d'ouvrages ou d'articles de référence ou si vous connaissez des sites web de qualité traitant du thème abordé ici, merci de compléter l'article en donnant les références utiles à sa vérifiabilité et en les liant à la section « Notes et références ».
Pour les articles homonymes, voir Wetter.
Ernst Wetter, né le 27 août 1877 à Winterthour décédé le 10 août 1963 à Zurich, est une personnalité politique suisse, membre du Parti radical-démocratique. Il est conseiller fédéral de 1939 à 1943.

## Biographie
Après des études d'instituteur à l'Université de Zurich, il entame des études d'économie politique de 1911 à 1914, après l'obtention de son doctorat il devient privat-docent à l'Université de Zurich.
Membre du Parti radical-démocratique, il commence sa carrière politique en devenant secrétaire général du Département fédéral de l'économie publique. En 1924, il devient membre de l'Union suisse du commerce et de l'industrie dont il est vice-président dès 1926. À ce titre, il exerce une certaine influence sur la politique économique et financière suisse de l'entre-deux-guerres. De 1926 à 1934, il siège au Grand Conseil zurichois, de 1929 à 1938 il siège au Conseil national.
Élu au Conseil fédéral le 15 décembre 1938 (57e conseiller fédéral de l'histoire[réf. nécessaire])avec 117 voix face au maire de Zurich, le socialiste Emil Klöti, il succède à Albert Meyer à la tête du Département des Finances et des Douanes le 1er janvier 1939. En tant que chef du Département des Finances et des Douanes il dut faire face aux difficultés que représentaient les frais de la défense nationale. Il fut président de la Confédération pour l'année 1941.
En 1943 il annonce qu'il ne se présentera pas à sa succession, estimant qu'il avait achevé ce qu'il avait entrepris, c'est le socialiste Ernst Nobs qui lui succéda. Après son retrait du Conseil fédéral, il devint président de le Don suisse pour les victimes de la guerre et président de la Commission fédérale des banques. Il siège dans plusieurs conseil d'administration. Le 10 août 1963 il décède à l'âge de 86 ans.